# Опцион
Опцион (на латински: optio; „избран“ – опционите се избирали от центурионите) е римски войник, втори по ранг в центурията. Опционите заемали длъжност подобна на тази на изпълнителните офицери в съвременните армии. Изглежда опционите са заемали ранг приблизително еквивалентен на този на съвременен лейтенант и статут като втори в командването на центурията след центурионите.
Опционите са важни звена в римската армия. Те били разположени в задната част на легиона, като следели за спазване на дисциплината в центурията и предотвратяване на дезертиране на войниците. Сред техните задължения се включвали също: налагане на заповедите на центуриона, ако възникне нужда поемали командването на центурията в битка, наблюдаване на подчинените войници, както и разнообразни административни задължения. След повишение, оставка или смърт на центуриона, опционите са най-вероятните кандидати за заемане длъжност като нов центурион. Заплатата на опциона е два пъти по-висока от тази на обикновения легионер.